# Болівар (провінція, Еквадор)
Болі́вар (ісп. Bolívar) — провінція в центральній частині Еквадору. Площа становить 3 254 км², населення — 183 641 осіб. Столиця — місто Гуаранда. Розташована в західній кордильєрі Анд. У більшій частині провінції досить прохолодний клімат Сьєрри, в передгір'ях - тропічний клімат.

## Кантони
Провінція поділяється на 7 кантонів. Табличні дані подані відповідно до перепису 2001 року
| Кантон/Центр або столиця | Населення (2001) | Площа (км²) |
| ------------------------ | ---------------- | ----------- |
| Калума                   | 11 074           | 175         |
| Чільянес                 | 18 685           | 655         |
| Чімбо                    | 15 005           | 262         |
| Ечеандія                 | 10 951           | 230         |
| Ґуаранда                 | 81 643           | 1 888       |
| Лас-Навес                | 5 265            | 147         |
| Сан-Міґель               | 26 747           | 570         |

## Статистика

### Демографія
- Населення:[2]  183 641
  - Жінки:  93 766
  - Чоловіки:  89 875
- Сільське населення:  126 102
- Автохтонне населення (%): 29

### Соціо-економічні показники
- Неписемність (%): 17,50
  - Неписемність серед жінок (%): 21,27
- Рівень бідності за NBI[4] (сільська місцевість) (%): 90,73
- Кількість людей без NBI (Незадоволення базових потреб): 114 418
- Витрати на охорону здоров'я на душу населення ($/людина-рік): 47

### Здоров'я
- Дитяча смертність на 1000 новонароджених: 47,40
- Лікарів на 10 000 жителів : 9,50
- Медсестер на 10 000 жителів : 5,20